# Quenacho
El quenacho es un instrumento de viento de origen quechua o aimara. Pertenece a la familia de las quenas en su variante tenor por poseer una longitud mayor al de la quena contralto (afinada en Sol4) y por lo tanto su sonido es más grave. De manera estándar se suele afinar en Re4, aunque puede haber variaciones de su afinación en un tono más agudo o un tono más grave según los requerimientos del músico.

## Características

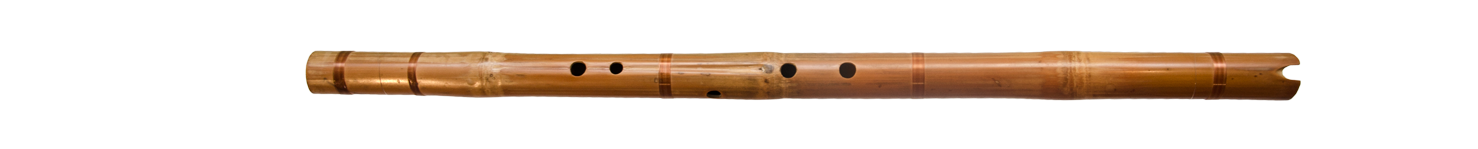
Quenacho de caña en Re Mayor. Luthier Pablo Nahual

Es una vara hueca fabricada generalmente con bambú, pero también puede ser hecha con otros materiales como madera, PVC, huesos, barro, entre otros. Suele medir 50 a 55 centímetros dependiendo de su afinación. 
Está afinado en re mayor y tiene un registro grave, una cuarta por debajo de la quena tradicional.
Existen asimismo quenachos en otras tonalidades como en do mayor una quinta más bajo que un quena tradicional y en longitudes para usos específicos.
En Chile se usa actualmente en comunidades del altiplano andino para celebraciones, generalmente religiosas.
- Datos: Q9065175